# Кюрен
Кюрен (нем. Kühren) — община в Германии, в земле Шлезвиг-Гольштейн. 
Входит в состав района Плён. Подчиняется управлению Прец-Ланд.  Население общины составляет 693 человека (на 31 декабря 2010 года). Занимает площадь 16,81 км².